# Habenaria ugandensis
Habenaria ugandensis är en orkidéart som beskrevs av Victor Samuel Summerhayes. Habenaria ugandensis ingår i släktet Habenaria och familjen orkidéer.
Artens utbredningsområde är Uganda. Inga underarter finns listade i Catalogue of Life.